# Giovanni Pontano

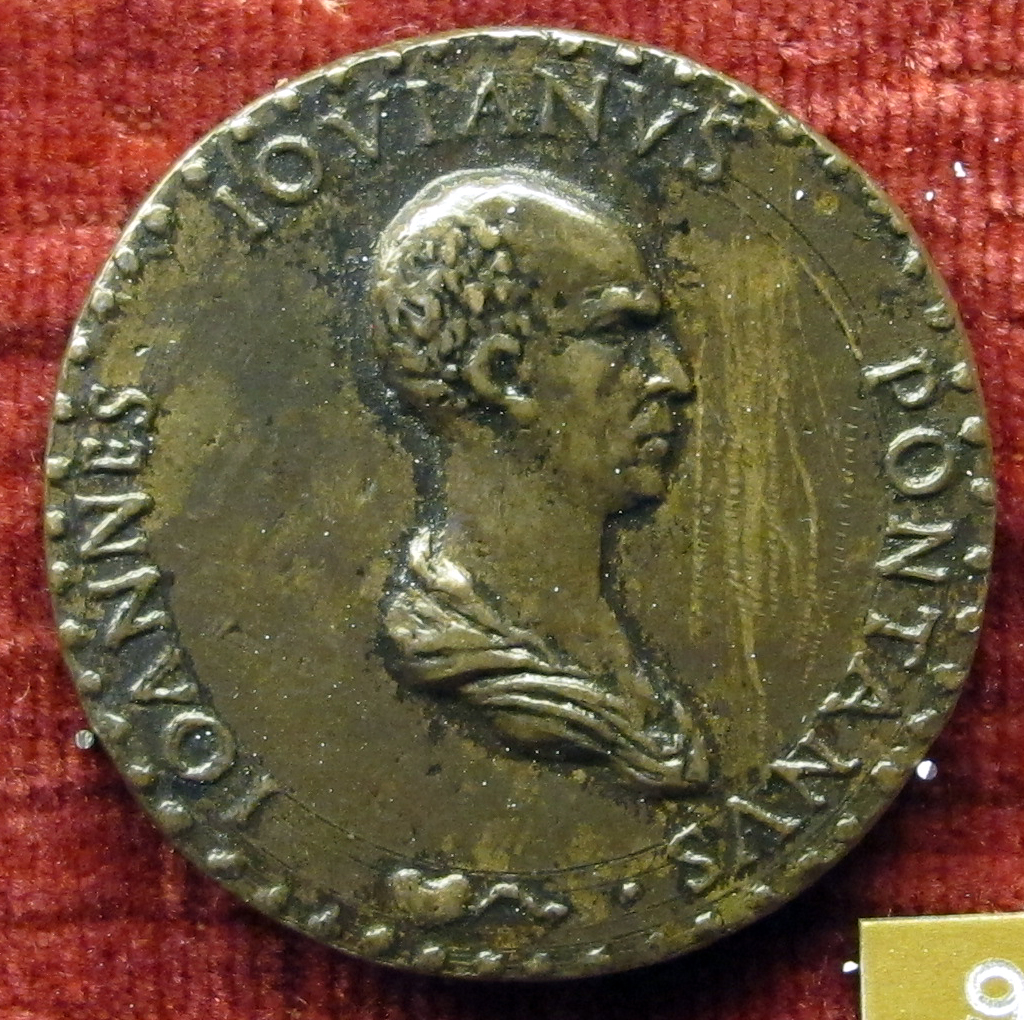
Adriano Fiorentino, medalla con la efigie de Giovanni Pontano

Giovanni Pontano, latinizado como Jovianus Pontanus (Cerreto-di-Spoleto, 1426-Nápoles, 1503), fue un poeta neolatino, historiador, hombre de estado y humanista italiano.

## Biografía
Se cree que estudió en Perugia. Contrajo matrimonio con Adriana Sassone. Fue protegido por Alfonso V de Aragón, que le nombró su canciller en el Reino de Nápoles en 1447, y luego su secretario entre 1487 y 1495. En este último año negoció hábilmente una solución de compromiso con los invasores franceses. Debido a la muerte de Antonio Beccadelli en 1471, se constituyó en el principal animador del cenáculo literario del Porticus Antonianus que fue llamado luego Academia Pontaniana. Dedicó sus últimos años a corregir y editar sus obras, años que se vieron amargados por la muerte de su mujer, de sus hijos y de su amigo Pietro Golino. Para ellos alzó en 1492 una capilla de arquitectura renacentista siguiendo el esquema del Templo de la Fortuna Viril en Roma, en el Decumano Mayor de Nápoles (via dei Tribunali).

## Obra
Como humanista descubrió el Comentario de Donato al poeta latino Virgilio. Su poesía neolatina exalta el vigor erótico y al mismo tiempo la vida familiar. Ejerció un cierto influjo sobre Erasmo de Róterdam. Escribió mucho: tratados de astrología (estaba convencido del influjo de los astros en los mortales y sostuvo sobre ello una polémica con Pico della Mirandola), sobre temas morales y sobre literatura. Entre otras obras escribió su poema en cinco libros Urania (1476); Meteororum liber (1490); De rebus coelestibus (c.1494). Sobre aspectos morales de la vida, escribió De fortitudine (1481), De prudentia, (1496-1499) y De fortuna (1500-1501). Se ocupó de la política en De príncipe y en su De obedientia, que asume rasgos platónicos, aristotélicos y ciceronianos integrados en una visión armónica de la sociedad y del Estado inspirada en las teorías organicistas de derivación clásica, si bien incluye las innovaciones debidas a la experimentación institucional contemporánea; fueron obras muy leídas y reimpresas en el siglo XVI. Viva representación de las costumbres contemporáneas son sus diálogos Charon (1467-1491), Asinus (1486-1490), Antonius (c.1487), Aegidius (1501), este último sobre Egidio de Viterbo, que retoman temas clásicos latinos, pero también modernos, inspirándose en particular en Leon Battista Alberti y Poggio Bracciolini. Más importante es Actius (1499), diálogo retórico sobre el estilo de prosistas y poetas. Mientras que el famoso De sermone es un tratado sobre la lengua familiar que propone como ideal un hombre urbano y cortesano que sea vir doctus et facetus, es decir, varón instruido y ameno. En verso escribió dos libros de Amores (1455-1458), dos libros de endecasílabos Hendecasyllabi seu Baiae (1490-1500), la égloga Lepidina (1496), el poema geórgico De hortis Hesperidum (1501) en dos libros, De amore coniugali y De tumulis. Estas obras hacen de Pontano el mayor intérprete de la cultura humanística junto con Angelo Poliziano. Su latín es una lengua viva y extraordinariamente dúctil, lleno de encanto y sinceridad. Como historiador escribió De bello neapolitano.

## Eponimia
- El cráter lunar Pontanus lleva este nombre en su memoria.[1]